# Wamba (ort)
Wamba är en ort i Kongo-Kinshasa, med status som commune rurale. Den ligger i provinsen Haut-Uele, i den nordöstra delen av landet, 1 600 km nordost om huvudstaden Kinshasa.